# Harry Ristock

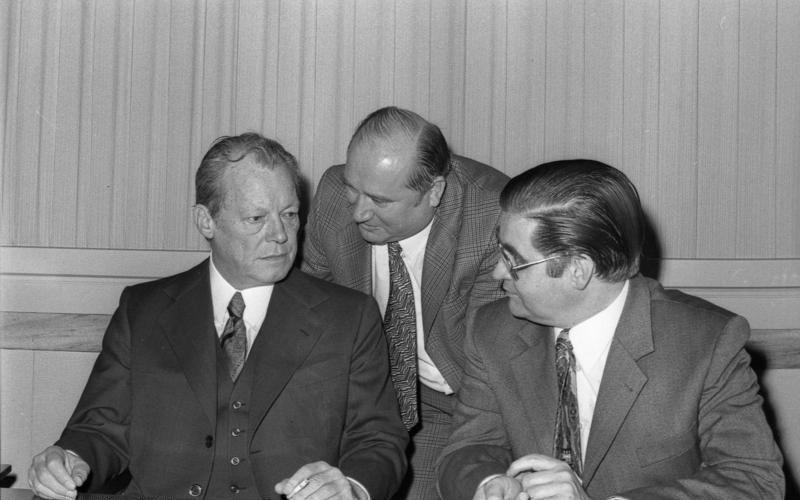
Ristock (Mitte) im Gespräch mit Willy Brandt (links) und Hans Koschnick (rechts) (1975)

Harry Ristock (* 20. Januar 1928 in Seemen, Kreis Osterode in Ostpreußen; † 5. März 1992 in Berlin) war ein deutscher sozialdemokratischer Politiker, Berliner Senator für Bau- und Wohnungswesen und Geschäftsführer in der Industrie.

## Herkunft
Ristock, der aus einer bäuerlichen Familie stammte, ging nach der Mittelschule in Gilgenburg und kurzer Kriegsgefangenschaft mit 17 Jahren in den Westen, studierte von 1948 bis 1952 an der Deutschen Hochschule für Politik und schloss mit dem Diplom-Examen ab. 1952/53 folgten Arbeiten als Wissenschaftlicher Hilfsassistent.

## Werdegang
Von 1960 bis 1965 war Ristock kaufmännischer Angestellter und von 1965 bis 1971 Bezirksstadtrat für Volksbildung im Bezirk Charlottenburg und setzte sich dort u. a. stark und erfolgreich für eine Gesamtschule in Charlottenburg-Nord ein. In den Jahren von 1971 bis 1975 arbeitete Ristock als Senatsdirektor beim Senator für Schulwesen. Von 1975 bis 1981 war er Senator für Bau- und Wohnungswesen. Nach 1981 war er Geschäftsführer in der metallverarbeitenden Industrie.
Ristock, der sich sehr um die Aussöhnung von Deutschen und Polen bemühte, veranstaltete jährlich Partys in seiner Gartenlaube, die sehr unterschiedliche Menschen und auch Parteigegner zusammenbrachten. Ristock war ein „unorthodoxer, ein interessanter, ein liebenswerter Linker“ – so beschrieb ihn Helmut Schmidt in seiner Trauerrede.

## Mitgliedschaften und Aktivitäten
Ristock trat 1950 der SPD und dem SDS bei. An der Deutschen Hochschule für Politik gehörte er zunächst der „Unabhängigen Sozialistischen Studentengruppe“ an und nahm als deren Vertreter am Vorbereitungsausschuss zur Bildung einer unabhängigen Arbeiterpartei Deutschlands teil, der die Gründung einer titoistischen Partei in Westdeutschland anstrebte. 1954 verfasste eine von ihm geführte Gruppe des SDS eine Stellungnahme zu einem  anderen Thesenpapier, das die SDS-Gruppe an der FU zur Niederlage der SPD bei der Bundestagswahl 1953 verfasst hatte. Das Papier verlangte als Konsequenz aus der SPD-Niederlage den Verzicht der Partei auf marxistische Symbole und Begriffe sowie eine Erneuerung des Funktionärskörpers. Demgegenüber erklärte die von Ristock geführte DHfP-Gruppe:

„… (die) zu wenig ‚bürgerliche‘ Haltung der SPD (sei) nicht für die Wahlniederlagen verantwortlich. … Wir wissen, dass die Partei zu wenig sozialistisch und  vielleicht sogar zu wenig revolutionär ist und darin sehen wir die Ursachen unseres Misserfolges.“

Von 1954 bis 1963 war er Landesvorsitzender der Berliner „Falken“. Von 1954 bis 1958 war Ristock Abteilungsvorsitzender und Parteitagsdelegierter sowie mehrere Legislaturperioden Kreisvorsitzender der SPD Charlottenburg und Mitglied im SPD-Landesvorstand.
1968 wurde Ristock mittels eines Sofortausschlusses aus der SPD wegen Tragen eines Demonstrationsplakates „Ich protestiere gegen den Krieg der Amerikaner in Vietnam. Ich bin Sozialdemokrat“ ausgeschlossen. Der Ausschluss wurde jedoch wenige Tage später auf dem Parteitag in Nürnberg rückgängig gemacht. Seit 1973 gehörte er dem Bundesvorstand der SPD an und war von 1976/1977 stellvertretender SPD-Landesvorsitzender in Berlin. Ein Abwahlantrag als Volksbildungsstadtrat scheiterte in der BVV Charlottenburg an Hartmut Röseler, dem Sprecher der FDP-Gruppe.
Nachdem die SPD die Berlinwahl 1981 verloren hatte, strebte Ristock, verwurzelt im selbst aufgebauten linken Parteiflügel der Berliner SPD, die Spitzenkandidatur der Berliner SPD für das Amt des Regierenden Bürgermeisters bei der Berlinwahl 1985 an und galt bereits als sicherer Herausforderer von Eberhard Diepgen (CDU).
Eine Firmenpleite im Jahr 1984 hinderte ihn jedoch daran, seinen Anspruch durchzusetzen, so dass an seiner Stelle Hans Apel gegen Diepgen antrat.

## Weitere Mitgliedschaften
Ristock gehörte seit 1953 der ÖTV an.

## Mandate und öffentliche Ämter
Von 1975 bis 1979 und seit Juni 1981 war er Mitglied des Abgeordnetenhauses von Berlin.
Von 1954 bis 1957 war Ristock Bezirksverordneter im Bezirk Spandau und 1963/1964 Bezirksverordneter im Bezirk Charlottenburg.
1975 berief Klaus Schütz ihn zum Senator für Bau- und Wohnungswesen. Das Amt übte er auch unter Schütz’ Nachfolger Dietrich Stobbe aus, wurde jedoch im Januar 1981 nach der Garski-Affäre vom neuen Regierenden Bürgermeister Hans-Jochen Vogel nicht wieder zum Senator berufen.

## Senate
- Senat Schütz III – Senat Stobbe I – Senat Stobbe II

## Zitate
- „Durch Ulbricht und Adenauer keine Wiedervereinigung“
- „Luxemburgianischer Pragmatiker“ (Ristocks Freund Heinz Beinert über Ristock)
- „Ich stelle mich schützend vor jeden Baum“

## Schriften
- Kindheit und Jugend in Ostpreußen. Langen Müller, München 1984.
- Neben dem roten Teppich. Begegnungen, Erfahrungen und Visionen eines Politikers. Edition Hentrich, Berlin 1991, ISBN 3-926175-93-1.
- 300 Jahre Straßenbeleuchtung in Berlin. Senatsverwaltung für Bau- und Wohnungswesen.